# Novembre 1942
Les événements concernant la Seconde Guerre mondiale sont détaillés dans l'article Novembre 1942 (Seconde Guerre mondiale).

## Événements

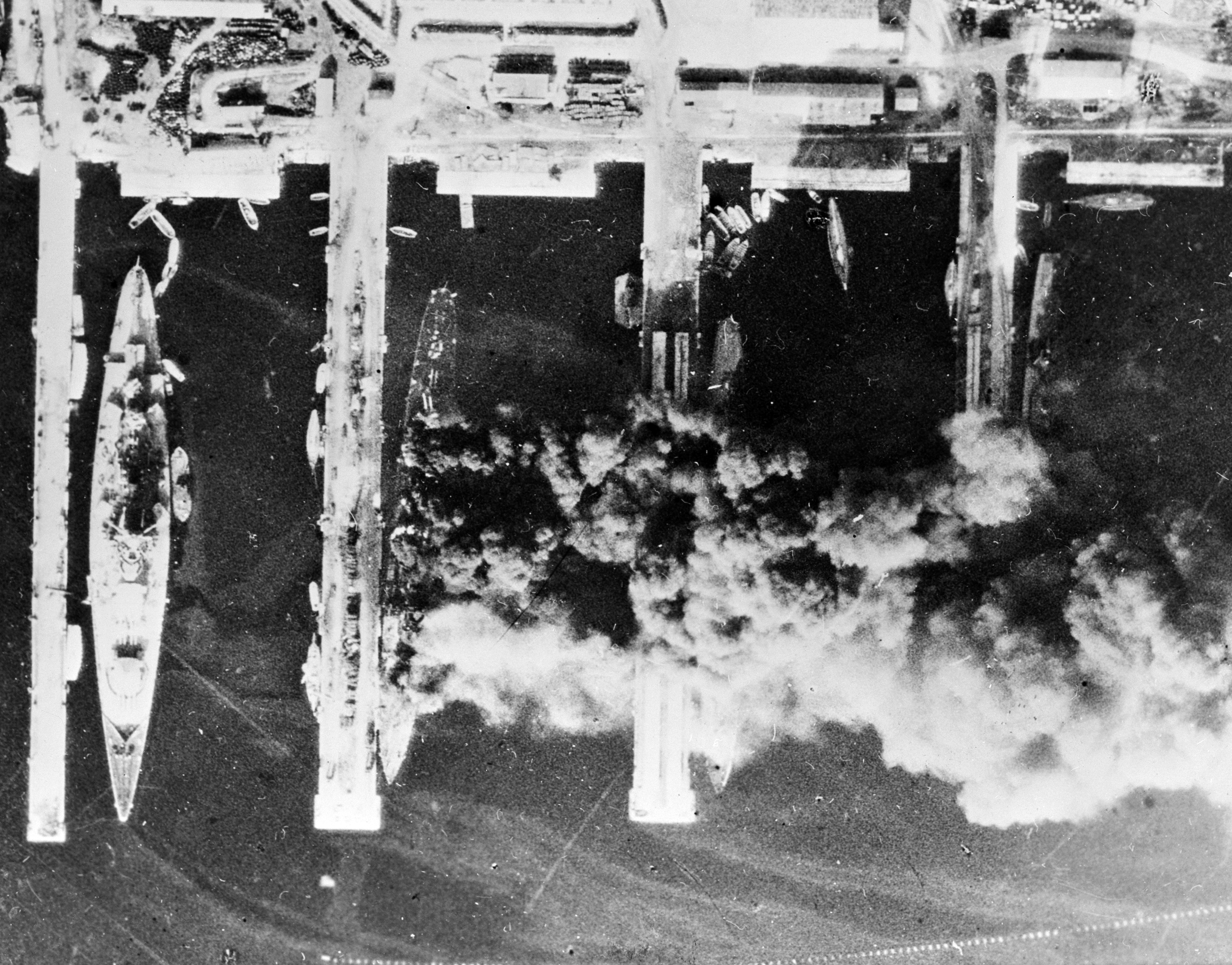
27 novembre : la flotte française se saborde en rade de Toulon.

- Roumanie : pendant la bataille de Stalingrad (septembre 1942-février 1943), les trente divisions roumaines engagées subissent de lourdes pertes. 300 000 hommes (tués, blessés, prisonniers) sont hors de combat. L’armée roumaine se révèle incapable de tenir la Transnistrie où elle est relevée par la Wehrmacht. À l’intérieur, les forces condamnant la guerre se cristallisent (partis libéral et paysan, parti communiste, cadre de l’armée hostile aux nazis). En novembre, l’Union des Patriotes regroupe les antifascistes non communistes. Elle publie un journal clandestin, La Roumanie libre.
- Rapport Beveridge sur la sécurité sociale au Royaume-Uni[1].
- Mise en service du premier chasseur bombardier allemand Focke-Wulf Fw 190F.

- 1er novembre :
  - l'opération Supercharge, percée alliée à El Alamein, commence;
  - début de la bataille de Bougainville.
  - Premier vol du chasseur britannique Westland Welkin.

- 3 novembre : les troupes allemandes et italiennes commencent à battre en retraite à El Alamein.

- 4 novembre : départ du 40e convoi de déportation des Juifs de France, du camp de Drancy vers Auschwitz : 1000 déportés, 4 survivants en 1945.

- 5 novembre : Madagascar capitule. Les Alliés trouvent Madagascar au bord de l’asphyxie économique.

- 6 novembre : départ du 42e convoi[2] de déportation des Juifs de France, du camp de Drancy vers Auschwitz : 1000 déportés, 4 survivants en 1945.

- 8 novembre :
  - opération Torch, l'invasion britannique et américaine de l'Afrique du Nord, commence : les Américains débarquent à Casablanca et à Oran, des Britanniques et des Américains débarquent à Alger.
  - Après le débarquement allié en Afrique du Nord, l'Allemagne déclare publiquement s’engager en faveur de l’indépendance arabe.

- 9 novembre :
  - départ du 44e convoi[3] de déportation des Juifs de France, du camp de Drancy vers Auschwitz : 1000 déportés, 15 survivants en 1945;
  - un sous-marin allemand est intercepté près de New Carlisle.
  - bombardement de Saint-Nazaire du 9 novembre 1942

- 11 novembre :
  - Occupation de la zone libre par les Allemands en représailles à l'opération Torch.
  - Départ du 45e convoi de déportation des Juifs de France, du camp de Drancy vers Auschwitz : 745 déportés, 2 survivants en 1945.

- 12 novembre : le Generalplan Ost commence à toucher la population polonaise de la région de Zamość d’où 110 000 personnes seront déportées soit vers des camps, soit vers l’Allemagne ; 30 000 enfants seront arrachés à leur famille pour être germanisés au sein de familles allemandes.

- 13 - 15 novembre : bataille navale de Guadalcanal dans les Salomon

- 13 novembre : Tobrouk est reprise par la 8e Armée britannique.

- 15 novembre :
  - Darlan prend le pouvoir en Afrique du Nord ; il est assassiné le mois suivant.
  - Premier vol du chasseur de nuit allemand Heinkel He 219.

- 19 novembre : à Stalingrad (aujourd'hui Volgograd), les Russes lancent leur contre-offensive, Opération Uranus, sur les armées allemandes.

- 22 novembre : opération Uranus. Contre-offensive soviétique à Stalingrad.

- 25 novembre - 20 décembre : opération Mars sur le Front de l'Est.

- 26 novembre : première du film Casablanca.

- 26 - 27 novembre (Yougoslavie)[4] : les partisans de Tito, refoulés par une offensive allemande dans la région de Bihać, en Bosnie-Herzégovine, fondent le Conseil antifasciste de libération nationale (l’AVNOJ). Certains royalistes serbes de Draža Mihailović, (Tchetniks), menacés, finissent par collaborer avec le gouvernement pro-allemand du général Milan Nedić.

- 27 novembre :
  - la flotte française se saborde en rade de Toulon devant l’avancée des troupes allemandes;
  - le tribut journalier, que la France doit porter à l'Allemagne est porté à 500 millions de francs.

- 28 novembre : incendie à Boston d'un night-club ; 491 morts.

- 30 novembre :
  - bataille de Tassafaronga dans les Salomon;
  - La Réunion se rallie à la France libre.

## Naissances
- 1er novembre :
  - Ralph Klein, premier ministre de l'Alberta († 29 mars 2013).
  - Marcia Wallace, actrice américaine († 25 octobre 2013).
  - Larry Flynt, éditeur américain († 10 février 2021).

- 2 novembre : Stefanie Powers, actrice américaine.

- 7 novembre : 
  - André Vingt-Trois, cardinal français, archevêque de Paris († 18 juillet 2025).
  - Khemaïs Chammari, homme politique, défenseur des droits de l'homme et diplomate tunisien Kaïs († 1er janvier 2024).

- 10 novembre : Hans-Rudolf Merz, homme politique suisse, conseiller fédéral.

- 11 novembre : Charles Konan Banny, homme politique ivoirien († 10 septembre 2021).

- 15 novembre : Daniel Barenboim, chef d'orchestre et pianiste argentin et israélien.

- 17 novembre :
  - Martin Scorsese, réalisateur américain.
  - Kang Kek Ieu, ancien khmer rouge († 2 septembre 2020).

- 19 novembre : Calvin Klein, couturier américain.

- 20 novembre : 
  - Ray Bonin, politicien Canadien.
  - Joe Biden, homme d'État américain, 46e président des États-Unis d'Amérique depuis 2021.

- 22 novembre : Guion Bluford, astronaute américain

- 23 novembre : Susan Anspach, actrice américaine († 2 avril 2018).

- 24 novembre : Jean Ping, diplomate et homme politique gabonais.

- 27 novembre : Jimi Hendrix, guitariste américain († 18 septembre 1970).

- 30 novembre : Rafael Andia, guitariste français.

## Décès
- 19 novembre : Bruno Schulz, écrivain et graphiste polonais (° 12 juillet 1892).